# Percy Charles Wyndham
Percy Charles Wyndham (23 septembre 1757 - 5 août 1833)  est un homme politique anglais. 

## Biographie
Il est le deuxième fils de Charles Wyndham (2e comte d'Egremont) et d'Alicia Maria, fille de George Carpenter (2e baron Carpenter), et frère de Charles William Wyndham. Il fait ses études à la Westminster School de 1765 à 1774, puis à Christ Church, Oxford en 1774.  
Wyndam est député de l'arrondissement de Chichester de 1782 à 1784, lorsqu'il perd son siège en raison de son soutien à Charles James Fox. Aux élections de 1790, son frère aîné, le 3e comte d'Egremont, fait élire Percy et Charles comme députés pour son arrondissement de poche de Midhurst. Au Parlement, il continue à soutenir Fox.  
Le comte vend sa participation dans Midhurst en 1795, et Percy n'a pas cherché à être réélu en 1796.  